# Giải Femina
Giải Femina là một giải thưởng văn học Pháp được thành lập năm 1904 bởi 22 nữ cộng sự viên của tạp chí La Vie heureuse với sự ủng hộ của tạp chí Femina, dưới sự lãnh đạo của nữ thi sĩ Anna de Noailles, nhằm tạo ra một giải thưởng khác đối lập với giải Goncourt mà trên thực tế là dành cho nam giới .
Giải Femina được trao hàng năm vào ngày thứ Tư đầu tiên của tháng 11 ở khách sạn Crillon, Paris, cho một tác phẩm văn xuôi hoặc văn vần viết bằng ngôn ngữ Pháp, không phân biệt tác giả nam hay nữ. Ban giám khảo gồm toàn các nhà văn nữ.

## Lịch sử
Giải này ban đầu có tên là "Prix Vie heureuse" (Giải Cuộc sống hạnh phúc) theo tên tạp chí La Vie heureuse do nhà xuất bản Hachette phát hành. Ban giám khảo lúc đó gồm 20 nhà văn nữ (gấp đôi ban giám khảo giải Goncourt gồm 10 nhà văn nam). Giải được trao lần đầu ngày 4.12.1904. Ngoài Anna de Noailles, những thành viên ban giám khảo đầu tiên còn có Caroline de Broutelles (giám đốc tạp chí), Julia Daudet (quả phụ của Alphonse Daudet), Jeanne Nette (vợ của Catulle Mendès), Lucie Faure (vợ của Georges Goyau), Séverine, Juliette Adam, Gabrielle Réval...
Trong thập niên 1920, giải đổi tên thành giải Femina - theo tên tạp chí Femina do Pierre Lafitte sáng lập – và ban giám khảo gồm 12 thành viên. Trong thời kỳ này, Edmée Frisch de Fels - nữ công tước "de La Rochefoucauld" – làm chủ tịch ban giám khảo.
Có sự tranh đua về kết quả trao giải giữa ban giám khảo của giải Femina và ban giám khảo giải Goncourt. Chẳng hạn như Antoine de Saint-Exupéry đã được trao giải Femina năm 1931 trong khi ông là người được trông đợi là sẽ đoạt giải Goncourt, đối với Marc Lambron cũng vậy, ông đã đoạt giải Femina năm 1993 thay vì giải Goncourt; trái lại Giải Goncourt đã trao cho André Schwartz-Bart năm 1959 thay vì giải Femina. Do đó đã có một thỏa hiệp giữa 2 ban giám khảo của 2 giải vào năm 2000 để có sự so le luân phiên giữa 2 giải Goncourt và Femina.
Ngoài ra, từ năm 1985, còn đặt ra Giải Femina cho người nước ngoài (Prix Femina étranger) và từ năm 1999 đặt thêm Giải Femina cho tác phẩm đầu tay (Prix Femina essai)

## Ban giám khảo hiện nay
Thành phần ban giám khảo tháng 11 năm 2012:
- Paule Constant
- Camille Laurens
- Diane de Margerie
- Solange Fasquelle
- Viviane Forrester
- Claire Gallois
- Benoîte Groult
- Paula Jacques
- Christine Jordis
- Mona Ozouf
- Danièle Sallenave
- Chantal Thomas

## Những người đoạt giải Femina
| Năm  |         | Tác giả                   | Tác phẩm                                             | Nhà xuất bản              | Ghi chú                                                                      |
| ---- | ------- | ------------------------- | ---------------------------------------------------- | ------------------------- | ---------------------------------------------------------------------------- |
| 1904 |         | Myriam Harry              | La Conquête de Jérusalem                             | Calmann-Lévy              |                                                                              |
| 1905 | nothumb | Romain Rolland            | Jean-Christophe                                      | Cahiers de la quinzaine   |                                                                              |
| 1906 |         | André Corthis             | Gemmes et Moires                                     | Fasquelle                 | Tập thơ                                                                      |
| 1907 |         | Colette Yver              | Princesses de science                                | Calmann-Lévy              |                                                                              |
| 1908 | nothumb | Édouard Estaunié          | La Vie secrète                                       | Perrin                    |                                                                              |
| 1909 |         | Edmond Jaloux             | Le reste est silence                                 | Stock                     |                                                                              |
| 1910 | nothumb | Marguerite Audoux         | Marie-Claire                                         | Fasquelle                 |                                                                              |
| 1911 |         | Louis de Robert           | Le Roman du malade                                   | Flammarion                |                                                                              |
| 1912 |         | Jacques Morel             | Feuilles mortes                                      |                           |                                                                              |
| 1913 | nothumb | Camille Marbo             | La Statue voilée                                     | Flammarion                |                                                                              |
| 1914 |         | Không trao giải           |                                                      |                           |                                                                              |
| 1915 |         | Không trao giải           |                                                      |                           |                                                                              |
| 1916 |         | Không trao giải           |                                                      |                           |                                                                              |
| 1917 | nothumb | René Milan                | L'Odyssée d'un transport torpillé                    | Payot                     |                                                                              |
| 1918 | nothumb | Henri Bachelin            | Le Serviteur                                         | Flammarion                |                                                                              |
| 1919 | nothumb | Roland Dorgelès           | Les Croix de bois                                    | Albin Michel              |                                                                              |
| 1920 |         | Edmond Gojon              | Le Jardin des dieux                                  |                           | Tập thơ                                                                      |
| 1921 | nothumb | Raymond Escholier         | Cantegril                                            | Ferenczi & fils           |                                                                              |
| 1922 | nothumb | Jacques de Lacretelle     | Silbermann                                           | Gallimard                 |                                                                              |
| 1923 |         | Jeanne Galzy              | Les Allongés                                         | Ferenczi & fils           |                                                                              |
| 1924 |         | Charles Derennes          | Le Bestiaire sentimental                             | Albin Michel              |                                                                              |
| 1925 |         | Joseph Delteil            | Jeanne d'Arc                                         | Grasset                   |                                                                              |
| 1926 |         | Charles Silvestre         | Prodige du cœur                                      | Plon                      |                                                                              |
| 1927 | nothumb | Marie Le Franc            | Grand-Louis l'innocent                               | Rieder                    |                                                                              |
| 1928 |         | Dominique Dunois          | Georgette Garou                                      | Calmann-Lévy              |                                                                              |
| 1929 | nothumb | Georges Bernanos          | La Joie                                              | Plon                      |                                                                              |
| 1930 |         | Marc Chadourne            | Cécile de la Folie                                   | Plon                      |                                                                              |
| 1931 | nothumb | Antoine de Saint-Exupéry  | Vol de nuit                                          | Gallimard                 |                                                                              |
| 1932 | nothumb | Ramon Fernandez           | Le Pari                                              | Gallimard                 |                                                                              |
| 1933 |         | Geneviève Fauconnier      | Claude                                               | Stock                     |                                                                              |
| 1934 |         | Robert Francis            | Le Bateau-refuge                                     | Alexis Redier             |                                                                              |
| 1935 | nothumb | Claude Silve              | Bénédiction                                          | Grasset                   |                                                                              |
| 1936 | nothumb | Louise Hervieu            | Sangs                                                | Denoël                    |                                                                              |
| 1937 |         | Raymonde Vincent          | Campagne                                             | Stock                     |                                                                              |
| 1938 |         | Félix de Chazournes       | Caroline ou le Départ pour les îles                  | Gallimard                 |                                                                              |
| 1939 |         | Paul Vialar               | La Rose de la mer                                    | Denoël                    |                                                                              |
| 1940 |         | Không trao giải           |                                                      |                           |                                                                              |
| 1941 |         | Không trao giải           |                                                      |                           |                                                                              |
| 1942 |         | Không trao giải           |                                                      |                           |                                                                              |
| 1943 |         | Không trao giải           |                                                      |                           |                                                                              |
| 1944 | nothumb | Nhà xuất bản Minuit       | cho các tác tẩm xuất bản trong thời Thế chiến thứ II |                           |                                                                              |
| 1945 |         | Anne-Marie Monnet         | Le Chemin du soleil                                  | Myrte                     |                                                                              |
| 1946 |         | Michel Robida             | Le Temps de la longue patience                       | Julliard                  |                                                                              |
| 1947 | nothumb | Gabrielle Roy             | Bonheur d'occasion                                   | Flammarion                | Người nước ngoài đầu tiên đoạt giải, nhà văn nữ người Canada viết tiếng Pháp |
| 1948 |         | Emmanuel Roblès           | Les Hauteurs de la ville                             | Charlot                   |                                                                              |
| 1949 |         | Maria Le Hardouin         | La Dame de cœur                                      | Corrêa                    | Người Thụy Sĩ đầu tiên đoạt giải                                             |
| 1950 |         | Serge Groussard           | La Femme sans passé                                  | Gallimard                 |                                                                              |
| 1951 |         | Anne de Tourville         | Jabadao                                              | Delamain et Boutelleau    |                                                                              |
| 1952 | nothumb | Dominique Rolin           | Le Souffle                                           | Seuil                     | Người Bỉ đầu tiên đoạt giải                                                  |
| 1953 |         | Zoé Oldenbourg            | La Pierre angulaire                                  | Gallimard                 |                                                                              |
| 1954 |         | Gabriel Veraldi           | La Machine humaine                                   | Gallimard                 | người Thụy Sĩ                                                                |
| 1955 |         | André Dhôtel              | Le Pays où l'on n'arrive jamais                      | Horay                     |                                                                              |
| 1956 |         | François-Régis Bastide    | Les Adieux                                           | Gallimard                 |                                                                              |
| 1957 |         | Christian Mégret          | Le Carrefour des solitudes                           | Julliard                  |                                                                              |
| 1958 | nothumb | Françoise Mallet-Joris    | L'Empire céleste Julliard                            |                           |                                                                              |
| 1959 |         | Bernard Privat            | Au pied du mur                                       | Gallimard                 |                                                                              |
| 1960 |         | Louise Bellocq            | La Porte retombée                                    | Gallimard                 |                                                                              |
| 1961 |         | Henri Thomas              | Le Promontoire                                       | Gallimard                 |                                                                              |
| 1962 |         | Yves Berger               | Le Sud                                               | Grasset                   |                                                                              |
| 1963 |         | Roger Vrigny              | La Nuit de Mougins                                   | Gallimard                 |                                                                              |
| 1964 |         | Jean Blanzat              | Le Faussaire                                         | Gallimard                 |                                                                              |
| 1965 |         | Robert Pinget             | Quelqu'un                                            | Minuit                    | người Thụy Sĩ                                                                |
| 1966 |         | Irène Monesi              | Nature morte devant la fenêtre                       | Mercure de France         |                                                                              |
| 1967 |         | Claire Etcherelli         | Élise ou la Vraie Vie                                | Denoël                    |                                                                              |
| 1968 | nothumb | Marguerite Yourcenar      | L'Œuvre au noir                                      | Gallimard                 |                                                                              |
| 1969 | nothumb | Jorge Semprún             | La Deuxième Mort de Ramón Mercader                   | Gallimard                 |                                                                              |
| 1970 |         | François Nourissier       | La Crève                                             | Grasset                   |                                                                              |
| 1971 | nothumb | Angelo Rinaldi            | La Maison des Atlantes                               | Denoël                    |                                                                              |
| 1972 |         | Roger Grenier             | Ciné-roman                                           | Gallimard                 |                                                                              |
| 1973 |         | Michel Dard               | Juan Maldonne                                        | Seuil                     |                                                                              |
| 1974 | nothumb | René-Victor Pilhes        | L'Imprécateur                                        | Seuil                     |                                                                              |
| 1975 |         | Claude Faraggi            | Le Maître d'heure                                    | Mercure de France         |                                                                              |
| 1976 |         | Marie-Louise Haumont      | Le Trajet                                            | Gallimard                 | người Bỉ                                                                     |
| 1977 | nothumb | Régis Debray              | La neige brûle                                       | Grasset                   |                                                                              |
| 1978 |         | François Sonkin           | Un amour de père                                     | Gallimard                 |                                                                              |
| 1979 |         | Pierre Moinot             | Le Guetteur d'ombre                                  | Gallimard                 |                                                                              |
| 1980 |         | Jocelyne François         | Joue-nous « España »                                 | Mercure de France         |                                                                              |
| 1981 |         | Catherine Hermary-Vieille | Le Grand Vizir de la nuit                            | Gallimard                 |                                                                              |
| 1982 |         | Anne Hébert               | Les Fous de Bassan                                   | Seuil                     | người Canada                                                                 |
| 1983 | nothumb | Florence Delay            | Riche et Légère                                      | Gallimard                 |                                                                              |
| 1984 |         | Bertrand Visage           | Tous les soleils                                     | Seuil                     |                                                                              |
| 1985 | nothumb | Hector Bianciotti         | Sans la miséricorde du Christ                        | Gallimard                 |                                                                              |
| 1986 |         | René Belletto             | L'Enfer                                              | P.O.L                     |                                                                              |
| 1987 |         | Alain Absire              | L'Égal de Dieu                                       | Calmann-Lévy              |                                                                              |
| 1988 | nothumb | Alexandre Jardin          | Le Zèbre                                             | Gallimard                 |                                                                              |
| 1989 |         | Sylvie Germain            | Jours de colère                                      | Gallimard                 |                                                                              |
| 1990 |         | Pierrette Fleutiaux       | Nous sommes éternels                                 | Gallimard                 |                                                                              |
| 1991 | nothumb | Paula Jacques             | Déborah et les Anges dissipés                        | Mercure de France         |                                                                              |
| 1992 | nothumb | Anne-Marie Garat          | Aden                                                 | Seuil                     |                                                                              |
| 1993 |         | Marc Lambron              | L'Œil du silence                                     | Flammarion                |                                                                              |
| 1994 |         | Olivier Rolin             | Port-Soudan                                          | Seuil                     |                                                                              |
| 1995 | nothumb | Emmanuel Carrère          | La Classe de neige                                   | P.O.L                     |                                                                              |
| 1996 |         | Geneviève Brisac          | Week-end de chasse à la mère                         | L'Olivier                 |                                                                              |
| 1997 |         | Dominique Noguez          | Amour noir                                           | Gallimard                 |                                                                              |
| 1998 | nothumb | François Cheng            | Le Dit de Tyanyi                                     | Albin Michel              |                                                                              |
| 1999 |         | Maryline Desbiolles       | Anchise                                              | Seuil                     |                                                                              |
| 2000 |         | Camille Laurens           | Dans ces bras-là                                     | P.O.L                     |                                                                              |
| 2001 | nothumb | Marie Ndiaye              | Rosie Carpe                                          | Minuit                    |                                                                              |
| 2002 |         | Chantal Thomas            | Les Adieux à la reine                                | Seuil                     |                                                                              |
| 2003 | nothumb | Dai Sijie                 | Le Complexe de Di                                    | Gallimard                 | người Trung Quốc viết tiếng Pháp                                             |
| 2004 |         | Jean-Paul Dubois          | Une vie française                                    | L'Olivier                 |                                                                              |
| 2005 | nothumb | Régis Jauffret            | Asiles de fous                                       | Gallimard                 |                                                                              |
| 2006 | nothumb | Nancy Huston              | Lignes de faille                                     | Actes Sud                 | người Canada                                                                 |
| 2007 | nothumb | Éric Fottorino            | Baisers de cinéma                                    | Gallimard                 |                                                                              |
| 2008 | nothumb | Jean-Louis Fournier       | Où on va, papa ?                                     | Stock                     |                                                                              |
| 2009 |         | Gwenaëlle Aubry           | Personne                                             | Mercure de France         |                                                                              |
| 2010 |         | Patrick Lapeyre           | La vie est brève et le désir sans fin                | P.O.L                     |                                                                              |
| 2011 |         | Simon Liberati            | Jayne Mansfield 1967                                 | Grasset                   |                                                                              |
| 2012 | nothumb | Patrick Deville           | Peste et Choléra                                     | Seuil                     |                                                                              |
| 2013 | nothumb | Léonora Miano             | La Saison de l'ombre                                 | Grasset                   | Người Cameroun và châu Phi đầu tiên đoạt giải                                |
| 2014 |         | Yanick Lahens             | Bain de lune                                         | Éditions Sabine Wespieser | Người Haiti                                                                  |

## Những người đoạt giải Femina cho người nước ngoài
| Năm  |         | Tác giả              | Tác phẩm                             | Nhà xuất bản(x×10{{{1}}} lần) | Nước        |
| ---- | ------- | -------------------- | ------------------------------------ | ----------------------------- | ----------- |
| 1985 | nothumb | J. M. Coetzee        | Michael K, sa vie, son temps         | Seuil                         | Nam Phi     |
| 1986 | nothumb | Torgny Lindgren      | Bethsabée                            | Actes Sud                     | Thụy Điển   |
| 1987 |         | Susan Minot          | Mouflets                             | Gallimard                     | Hoa Kỳ      |
| 1988 | nothumb | Amos Oz              | La Boîte noire                       | Calmann-Lévy                  | Israel      |
| 1989 |         | Alison Lurie         | La Vérité sur Lorin Jones            | Rivages                       | Hoa Kỳ      |
| 1990 |         | Vergílio Ferreira    | Matin perdu                          | La Différence                 | Bồ Đào Nha  |
| 1991 | nothumb | David Malouf         | Ce vaste monde                       | Albin Michel                  | Úc          |
| 1992 |         | Julian Barnes        | Love, etc.                           | Denoël                        | Anh         |
| 1993 | nothumb | Ian McEwan           | L'Enfant volé                        | Gallimard                     | Anh         |
| 1994 |         | Rose Tremain         | Le Royaume interdit                  | Fallois                       | Anh         |
| 1995 | nothumb | Jeroen Brouwers      | Rouge décanté                        | Gallimard                     | Hà Lan      |
| 1996 | nothumb | Javier Marías        | Demain dans la bataille pense à moi  | Rivages                       | Tây Ban Nha |
| 1997 |         | Jia Pingwa           | La Capitale déchue                   | Stock                         | Trung Quốc  |
| 1998 | nothumb | Antonio Muñoz Molina | Pleine Lune                          | Seuil                         | Tây Ban Nha |
| 1999 | nothumb | Hitonari Tsuji       | Le Bouddha blanc                     | Mercure de France             | Nhật Bản    |
| 2000 |         | Jamaica Kincaid      | Mon frère                            | L'Olivier                     | Hoa Kỳ      |
| 2001 |         | Keith Ridgway        | Mauvaise Pente                       | Phébus                        | Ireland     |
| 2002 | nothumb | Erri De Luca         | Montedidio                           | Gallimard                     | Ý           |
| 2003 |         | Magda Szabó          | La Porte                             | Viviane Hamy                  | Hungary     |
| 2004 |         | Hugo Hamilton        | Sang impur                           | Phébus                        | Ireland     |
| 2005 |         | Joyce Carol Oates    | Les Chutes                           | Philippe Rey                  | Hoa Kỳ      |
| 2006 |         | Nuala O'Faolain      | L'Histoire de Chicago May            | Sabine Wespieser              | Ireland     |
| 2007 |         | Edward St Aubyn      | Le Goût de la mère                   | Christian Bourgois            | Anh         |
| 2008 | nothumb | Sandro Veronesi      | Chaos calme                          | Grasset                       | Ý           |
| 2009 |         | Matthias Zschokke    | Maurice à la poule                   | Zoé                           | Thụy Sĩ     |
| 2010 | nothumb | Sofi Oksanen         | Purge                                | Stock                         | Phần Lan    |
| 2011 |         | Francisco Goldman    | Dire son nom                         | Christian Bourgois            | Hoa Kỳ      |
| 2012 |         | Julie Otsuka         | Certaines n'avaient jamais vu la mer | Phébus                        | Hoa Kỳ      |
| 2013 | nothumb | Richard Ford         | Canada                               | L'Olivier                     | Hoa Kỳ      |
| 2014 | nothumb | Zeruya Shalev        | Ce qui reste de nos vies             | Gallimard                     | Israel      |

## Những người đoạt giải Femina cho tác phẩm đầu tay
- 1999: Michel del Castillo,tác phẩm Colette, une certaine France, (Nhà xuất bản. Gallimard)
- 2001: Elvire de Brissac, tác phẩm Ô dix-neuvième! (Nhà xuất bản. Grasset)
- 2003: Jean Hatzfeld, tác phẩm Une saison de machettes (Nhà xuất bản. Seuil)
- 2004: Roger Kempf, tác phẩm L'Indiscrétion des frères Goncourt (Nhà xuất bản. Grasset)
- 2005: Thérèse Delpech, tác phẩm L'Ensauvagement (Nhà xuất bản. Grasset)
- 2006: Claude Arnaud, tác phẩm Qui dit je en nous? Une histoire subjective de l'identité (Nhà xuất bản. Grasset)
- 2007: Gilles Lapouge, tác phẩm L'Encre du voyageur (Nhà xuất bản. Albin Michel)
- 2009: Michelle Perrot,tác phẩm Histoire de chambres (Nhà xuất bản. Seuil)
- 2010: Jean-Didier Vincent, tác phẩm Élisée Reclus: géographe, anarchiste, écologiste (Nhà xuất bản. Robert Laffont)
- 2011: Laure Murat, tác phẩm L'Homme qui se prenait pour Napoléon: Pour une histoire politique de la folie (Nhà xuất bản. Gallimard)
- 2012: Tobie Nathan, tác phẩm Ethno-roman (Nhà xuất bản. Grasset)
- 2013: Jean-Paul Enthoven và Raphaël Enthoven, tác phẩm Dictionnaire amoureux de Marcel Proust (Nhà xuất bản. Plon)
- 2014: Paul Veyne, tác phẩm Et dans l'éternité je ne m'ennuierai pas (Nhà xuất bản. Albin Michel)